# Mufian jezik
Mufian jezik (južnoarapeški; muhian, muhiang, southern arapesh; ISO 639-3: aoj), jedan od tri arapeška jezika, šire skupine Kombio-Arapesh, porodica torricelli, kojim govori 11 000 ljudi (1998 SIL) u Papui Novoj Gvineji.
Mufian se govori u 36 sela u planinama Torricelli u provinciji East Sepik. Postoji nekoliko dijalekata od kojih je najzastupljeniji filifita ili ilahita (6 000; 1999 SIL); ostali su: supari, balif, iwam-nagalemb i nagipaem. Pismo: latinica.

## Vanjske poveznice
- Ethnologue (14th)
- Mufian (15)